# Which Brings Me to You - Storia di una confessione
Which brings me to you - Storia di una confessione (Which brings me to you) è un film del 2023 diretto da Peter Hutchings.

## Trama
Jane e Will si conoscono ad un matrimonio di due loro conoscenti. I due, colti da un impeto di passione, si lanciano dentro il guardaroba per fare del sesso. Will, però, blocca il momento e chiede a Jane di parlare un po'. Anche se riluttante, Jane accetta. Tra i due cominciano una serie di confidenze, che li porterà ad instaurare una relazione di profondità e dialogo come mai erano riusciti ad fare fino a quel momento.